# پشت‌آتشی سیامی
پشت آتشی سیامی (نام علمی: Lophura diardi) نام یک گونه از زیرخانواده قرقاولیان است.

## نگارخانه

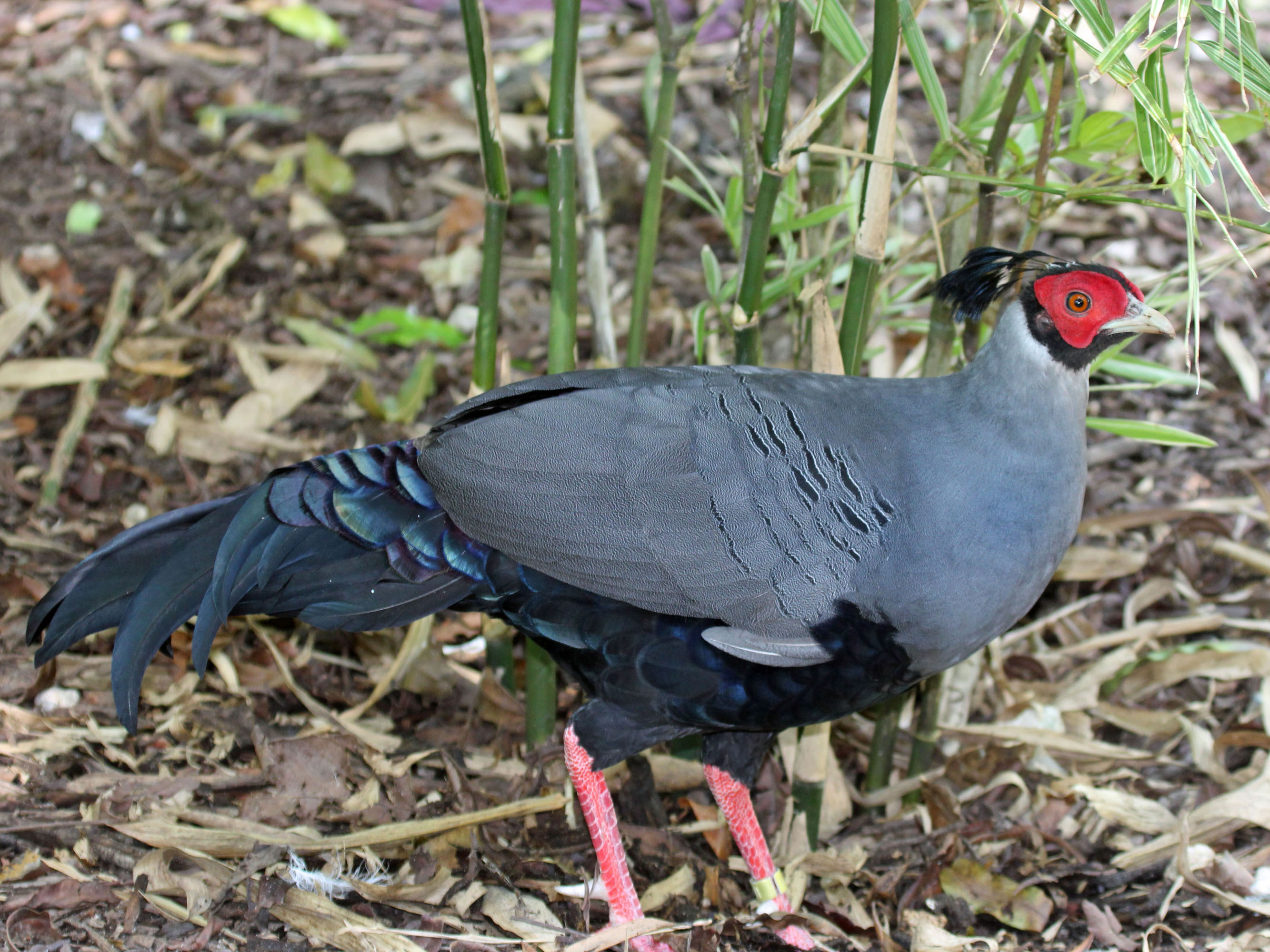